# 葛村站
葛村站（：／ Galchon yeok */?）曾經为韩国铁路庆全线上的一座鐵路站，位于庆尚南道晋州市文山邑文山路，已于2012年废止。

## 历史
- 1925年6月15日，落成使用[1]。
- 2012年10月23日，停止使用。